# Fossilized Wonders
Touhou Kinjoukyou ~ Fossilized Wonders (яп. 東方錦上京 ~ Fossilized Wonders., То̄хо̄ Кінджьо̄кьо̄, досл. «Східна столиця величної слави 〜 Скам'янілі чудеса») — майбутня гра 2025 року в жанрі кульового пекла та скрол-шутер, що розробляється Team Shanghai Alice. Це буде двадцята гра серії Touhou Project, та 33-тя взагалі.
Анонсовано 12 квітня 2025 року; демо-версія вийшла 5 травня 2025 року на Reitaisai 22; очікується, що гра вийде 17 серпня 2025 року на Comiket 106 разом із релізом в Steam.

## Ігролад

Рейму б'ється з босом першого рівня, Убаме Чірідзукою

Fossilized Wonders — вертикальний скрол-шутер. Персонаж гравця завжди дивиться вгору, має стріляти в ворогів та ухилятись від їхніх атак, наприкінці кожного рівня відбувається битва з босом. Система життя в грі дозволяє отримати кілька влучань перед смертю, а система чарокарток містить карти, що випускають потужні атаки. Перемога над ворогами збільшує рахунок гравця, існує інтегрована система очок, і можуть випадати бонуси, такі як додаткові життя та бомби.
Fossilized Wonders вводить у серію нову механіку, де персонаж поєднує різні типи каменів, що впливають на постріл.

## Персонажі
Як і в шостій та десятій частині, грати можна лише за Рейму Хакурей та Марісу Кірісаме.

### Героїні
- Рейму Хакурей (яп. 博麗 霊夢), міко храму Хакурей
- Маріса Кірісаме (яп. 霧雨 魔理沙), чарівниця з Лісу Чарів

### Боси
- Убаме Чірідзука (яп. 塵塚 ウバメ), бос 1-го рівня, голова Ямамб
- Чімі Ходжю (яп. 封獸 手包), бос 2-го рівня, Чімі, яка носить таке ж прізвище, що і Нуе Ходжю
- Нареко Мічіґамі (яп. 道神 馴子), бос 3-го рівня, Досоджін

## Розробка
ZUN планує зробити Fossilized Wonders традиційним даммаку, де єдині героїні Рейму та Маріса.
ZUN використовував генеративний ШІ для варіації фонових елементів у Fossilized Wonders, рішення, яке широко розкритикували фанати Touhou. Пізніше ZUN підтвердив використання ШІ у Fossilized Wonders, заявивши, що він хотів «звести його до простого інструменту», і підтвердивши, що він використовував Adobe Firefly. ZUN також заявив, що генеративний ШІ має відношення до теми гри.